# Chino wenzhounés
El wenzhounés (en chino simplificado, 温州话; pinyin, wēnzhōuhuà, wenzhounés: iuchiuho), también conocido como dialecto de Oujiang (瓯江话), de Tong Au (东瓯片) o Au Nyü (瓯语), es el idioma que se habla en Wenzhou, prefectura del sur de Zhejiang, en China oriental. Apodado el 'idioma del diablo' por su complejidad y dificultad, es la división más divergente del chino wu, con poca o ninguna inteligibilidad mutua con otros dialectos del wu o cualquier otra variedad del chino. Presenta elementos notables en común con el chino min, que se habla en el sur de Fujian. Oujiang a veces se usa como el término más amplio, y Wenzhou para el chino wenzhou propiamente dicho en un sentido estricto.
Debido a su larga historia y al aislamiento de la región en la que se habla, el chino wenzhou es tan inusual en su fonología que tiene la reputación de ser el dialecto menos comprensible para un hablante de mandarín promedio. Conserva una gran cantidad de vocabulario del chino clásico perdido en otros lugares, ganándose el apodo de 'el fósil viviente', y guarda distintas diferencias gramaticales con respecto al chino mandarín.
Los hablantes de este dialecto que han estudiado coreano y japonés notan que hay palabras que suenan como coreano o japonés pero que tienen diferentes significados
El chino wenzhounés es una de las cinco variedades del chino, además del mandarín estándar, utilizadas para la transmisión por la Radio Internacional de China, junto con el cantonés, hokkien, teochew y hakka.

## Clasificación
El chino wenzhou es parte del grupo wu de dialectos chinos y comparte muchas características lingüísticas con ellos. Estos se hablan en las provincias de Zhejiang y Jiangsu del sur. El dialecto es visto como un representante típico del sur de Wu.

## Distribución geográfica
El chino wenzhou se habla principalmente en Wenzhou y en la parte sur circundante de Zhejiang (China). En menor medida, también se habla en zonas dispersas de Fujian, al sudeste de China. En el extranjero, se habla en comunidades cada vez más grandes de los barrios chinos de Nueva York, en los Estados Unidos: en el de Flushing, en Queens, y en el Barrio Chino de Brooklyn. También es hablado por algunas comunidades de chinos de ultramar de Europa, en particular en Italia, Francia y España. En Italia, en donde vive aproximadamente la mitad de la diáspora del chino wenzhou de Europa,[cita requerida]  se habla más que el propio chino mandarín. Más del 80% de la diáspora china que reside en la ciudad de Prato, en la Toscana, nació en la provincia de Zhejiang.

## Dialectos
Oujiang (Dong'ou) 甌 江 (東 甌)
- Dialecto de Wenzhou 溫州 話
- Dialecto rui'an 瑞安 話
- Dialecto Wencheng文 成 話

La diferencia más importante entre los dialectos wenzhou orientales como el wencheng y wenzhou propiamente dichos son las diferencias tonales (el wencheng no tiene tonos descendentes) y la retención de /f/ antes de /o/:
|          | 八 | 风  | 到 | 晓得  |
| -------- | -- | --- | -- | ----- |
| Wenzhou  | pʊ | hoŋ | tɜ | ɕadei |
| Wencheng | bɔ | foŋ | tɶ | ɕɔdei |

Los tonos de todos los demás dialectos del oujiang son similares al chino wenzhou (el chino wenzhou puu transcribe el tono de entrada alargado).

## Fonología

### Consonantes
|                     |                     | Labial | Alveolar | Alveolo-palatal | Palatal | Velar | Glotal |
| ------------------- | ------------------- | ------ | -------- | --------------- | ------- | ----- | ------ |
| Nasal               | Nasal               | m      | n        | ȵ               |         | ŋ     |        |
| Explosiva           | expresado           | b      | d        |                 |         | ɡ     |        |
| Explosiva           | sin voz             | p      | t        |                 |         | k     |        |
| Explosiva           | aspirado            | pʰ     | tʰ       |                 |         | kʰ    |        |
| Fricativa           | sin voz             | f      | s        | ɕ               |         |       | h      |
| Fricativa           | expresado           | v      | z        |                 |         |       | ɦ      |
| Africada            | expresado           |        | dz       | dʑ              |         |       |        |
| Africada            | sin voz             |        | ts       | tɕ              |         |       |        |
| Africada            | aspirado            |        | tsʰ      | tɕʰ             |         |       |        |
| Aproximada          | Aproximada          |        |          |                 | j       |       |        |
| Aproximante lateral | Aproximante lateral |        | l        |                 |         |       |        |

### Vocales
Las vocales son [a ɛ e i ø y ɜ ɨ o u]. Los diptongos son [ai au ei øy ɤu/ou iɛ uɔ/yɔ]. La única sílaba es eng, en /aŋ eŋ oŋ/ y  [ŋ̩] silábica.

### Tono

#### Tonos de cita
El wenzhou tiene tres tonos fonéticos. Si bien tiene ocho tonos fonéticos, la mayoría de ellos son predecibles: la división del tono yīn – yáng que data del chino medio todavía corresponde a la voz de la consonante inicial en el chino wenzhou, y los tonos shǎng son abruptos y terminan en oclusión glotal (esto ha sido utilizado como evidencia de una situación similar postulada independientemente para el chino antiguo). Los tonos rù, sin embargo, son inusuales por ser distintos a pesar de haber perdido sus paradas finales; Además, la vocal se ha alargado y el tono se ha vuelto más complejo que los otros tonos (aunque algunos hablantes pueden simplificarlos a tonos bajos descendentes o ascendentes).
| Número de tono | Nombre del tono    | Contorno de tono |
| -------------- | ------------------ | ---------------- |
| 1              | yīn píng (陰平)    | ˧ 3              |
| 2              | yáng píng (陽平)   | ʱ˧˩ 31           |
| 3              | yīn shǎng (陰 上)  | ˧˥ʔ 35           |
| 4              | yàng shǎng (陽 上) | ʱ˨˦ʔ 24          |
| 5              | yīn qù (陰 去)     | ˦˨ 42            |
| 6              | yáng qù (陽 去)    | ʱ˩ 1             |
| 7              | yīn rù (陰 入)     | ˧˨˧ː 323         |
| 8              | yáng rù (陽 入)    | ʱ˨˩˨ː 212        |

Los tonos shǎng y rù apenas se distinguen de la voz de la consonante inicial, por lo que están fonéticamente más cerca de dos tonos que de cuatro. Chen (2000) resume los tonos como M & ML (ping), MH (shǎng), HM & L (qu) y dipping (MLM, rù); no sólo los pares píng y qù son claramente distintos fonéticamente, sino que se comportan como cuatro tonos diferentes en la forma en que experimentan el sandhi tonal.
Como en shanghainés, en el chino wenzhou solo algunas de las sílabas de una palabra fonológica tienen tono. Puede haber tres de esas sílabas, con el tono de cualquier sílaba posterior (post-tónica) determinada por la última de ellas. Además, puede haber sílabas pre-tónicas (clíticos), que toman un tono bajo. Sin embargo, en este dialecto sólo puede existir una palabra tónica en una unidad prosódica; todas las demás palabras se reducen a tono bajo.

#### Tono sandhi
Pueden ocurrir hasta tres sílabas tónicas juntas, pero el número de tonos resultantes se reduce con el tono sandhi. De los seis tonos fonéticos, solo hay catorce patrones léxicos creados por dos sílabas tónicas. Con una excepción, los tonos shǎng y Qu reducen a HM (Yin qu) antes de cualquier otro tono, y de nuevo con una excepción, el tono rù no interactúa con un siguiente tono. Los tonos shǎng y rù cambian un tono no rù precedente a HM, y ellos mismos nunca se ven afectados.
| léxico sandhi  | léxico sandhi | Segunda sílaba | Segunda sílaba | Segunda sílaba | Segunda sílaba | Segunda sílaba | Segunda sílaba |
| léxico sandhi  | léxico sandhi | -M             | -ML            | -HM            | -L             | -MH            | - (M) LM       |
| -------------- | ------------- | -------------- | -------------- | -------------- | -------------- | -------------- | -------------- |
| Primera sílaba | M-            | MM             | LL             | MLM. HM        | MLM. HM        | HM. MH         | HM. LM         |
| Primera sílaba | ML-           | LM             | LL             | MLM. HM        | MLM. HM        | HM. MH         | HM. LM         |
| Primera sílaba | HM-           | HM. M          | LL             | HM. ML         | HM. L          | HM. MH         | HM. LM         |
| Primera sílaba | L-            | HM. M          | HM. ML         | HM. ML         | HM. L          | HM. MH         | HM. LM         |
| Primera sílaba | MH-           | HM. M          | HM. ML         | HM. ML         | HM. L          | HM. MH         | HM. LM         |
| Primera sílaba | (M) LM-       | (M) LM. M      | LL             | (M) LM. HM     | (M) LM. L      | (M) LM. MH     | (M) LM. LM     |

(Los sandhi que son excepciones a las generalizaciones anteriores están en negrita.)
Con una palabra compuesta de tres sílabas, los patrones anteriores se aplican a las dos últimas. La antepenúltima sílaba tónica toma solo dos tonos posibles, por disimilación: bajo si la siguiente sílaba (en forma sandhi) comienza alto (HM), alto en caso contrario. Entonces, por ejemplo, el sustantivo compuesto inusualmente largo 'necesidades diarias' (literalmente, 'leña-arroz-aceite-sal-salsa-vinagre-té') tiene los tonos subyacentes
|ML. MH. ML. ML. HM. HM. ML|
Por sandhi, las dos últimas sílabas se convierten en LL. El antepenúltimo luego se disimila en H, y todas las sílabas pre-tónicas se convierten en L, por:
/ L.L.L.L.H.L.L. /
A nivel de frase, estos tonos pueden separarse, con un tono HM, por ejemplo, desplazándose al principio de una frase. En la frase lexicalizada 'receptor de radio' ('tubo de teléfono inalámbrico'), los tonos subyacentes son
|ML.HM.L.L.ML|
Per sandhi, los dos últimos se convierten en HM.ML. No hay disimilación, explicada por ser gramaticalmente una frase lexicalizada en lugar de un compuesto. El HM se desplaza hacia adelante, con sílabas intermedias que se convierten en M (el tono en el que termina el HM):
/HM. M.M.M.ML/
Aunque las sílabas marcadas (MLM) rara vez cambian en palabras compuestas, pueden cambiar en frases: 'caja de acero alto' es básicamente M.MLM. HM. La sílaba media cambia a HM, y sandhi opera en este *HM. Secuencia de HM para producir HM. ML. El HM luego se desplaza hacia atrás, cediendo /HM. M.ML/.
Este comportamiento se ha utilizado para respaldar los argumentos de que los tonos de contorno en idiomas como el chino son unidades únicas e independientes de las vocales u otros segmentos.

## Gramática

### Morfología
El chino wenzhou tiene un morfema tónico deíctico. Para transmitir el sentido de 'esto', el clasificador cambia su tono a rù (inmersión) y se entona una consonante inicial sonora. Por ejemplo, de /pa˧/ 'grupo' hay /pa˧˨˧/ 'este grupo', y de /le˧˩/ 'algunas (personas)' hay /l̥e˧˨˧/ 'estas (personas)'.

### Sintaxis
Al igual que otros dialectos chinos, tiene principalmente una estructura de lenguaje SVO, pero en algunas situaciones puede ser SOV u OSV. SOV se usa comúnmente con verbo + sufijo, los sufijos comunes son 过去 起落 来 牢 得 还.
ejemplo: 书 （给） 渠 还, （个） 瓶水 pai 去

## Reputación por excentricidad
El dialecto tiene fama de haber sido utilizado durante la segunda guerra sino-japonesa durante la comunicación en tiempos de guerra a través de codificadores y en la guerra sino-vietnamita para programar código militar. Hay un común rimado dicho en China que refleja esta comprensión dificultad: «No temas los cielos, no temas la Tierra, pero teme el hombre Wenzhou hablando chino wenzhou» (天不怕,地不怕,就怕温州人说温州话).

## Ejemplos
Hay varias ramas secundarias de los dialectos de Oujiang, y algunos no son mutuamente inteligibles para el dialecto de la ciudad de Wenzhou y el dialecto de Wencheng, pero los dialectos vecinos a menudo son mutuamente inteligibles. Por ejemplo, hay 2 dialectos que se hablan en la aldea de Li'ao en el distrito de Ouhai de Wenzhou: uno que se habla en Baimen (白 門), donde la gente local tiene 姜 como apellido, y otro que se habla en Wangzhai (王宅), donde la población local tiene normalmente 王 o 黄 como apellido. Sus dialectos son casi completamente inteligibles entre sí, excepto por un poco de vocabulario. Un ejemplo sería la palabra para 'basura' (垃圾), que es /ʔlutsuu/ en el dialecto baimen y /ʔladʒee/ en el dialecto wangzhai.
Números en dialectos de Oujiang
| Dialecto | 一   | 两   | 三  | 四  | 五 | 六  | 七    | 八 | 九    | 十  |
| -------- | ---- | ---- | --- | --- | -- | --- | ----- | -- | ----- | --- |
| Wenzhou  | ʔjɐi | liɛ2 | sa1 | sɨ3 | ŋ2 | ləɯ | tsʰɐi | pʊ | tɕɐɯ2 | zɐi |
| Rui'an   | ʔja  | la2  | sɔ1 | sɨ3 | ŋ2 | ləɯ | tsʰa  | pʊ | tɕɐɯ2 | za  |

(Las vocales largas transcriben el tono ru alargado.)

## Literatura en chino wenzhou
Una traducción de parte del Nuevo Testamento, específicamente los cuatro evangelios y el libro de los Hechos, se publicó en 1894 con el título Chaò-chî Yi-sû Chī-tuh Sang Iah Sing Shī: Sz̀ fuh-iang tà sź-du ae -djüe fa üe-tsiu t'û, con todo el libro en chino wenzhou romanizado.